# Duda Ernő (üzletember)
Ifj. Duda Ernő (Budapest, 1968. augusztus 27.) Gábor Dénes-díjas magyar üzletember, a hazai innovációs és startup világ egyik kiemelkedő alakja, számos Magyarországon és nemzetközi szinten elismert cég társalapítója és hosszabb-rövidebb ideig vezetője. Elsősorban a biotechnológia és más, az innováció frontvonalában lévő ágazatok területén szerzett üzleti sikereivel szerzett hírnevet magának. A Solvo Biotechnológiai Zrt. alapítója és vezérigazgatója, a Magyar Biotechnológiai Szövetség elnöke, a Szegedi Tudományegyetem címzetes egyetemi docense, a Szikra Iskola társalapítója, valamint a Szkeptikus Társaság tagja, korábban alelnöke. Eddigi 4 előadásával jelenleg a legtöbbször szerepelt TEDx-előadó Magyarországon.

## Életútja
Budapesten látta meg a napvilágot 1968-ban. Középiskolai tanulmányait a szegedi Radnóti Miklós Gimnáziumban végezte, ahol 1986-ban tett érettségi vizsgát. A gimnázium után eleinte kutatói pályára készült, biológia szakra azonban nem vették fel, így 1987-től az akkori József Attila Tudományegyetem (ma Szegedi Tudományegyetem) vegyész szakán kezdte meg tanulmányait, ahonnan másodéves korában egy oktatóval való konfliktus miatt kirúgták. Kiváló angoltudásának köszönhetően ezután megismerkedett az amerikai Paul Panitz-cal, akivel közösen megalapították a Copy General első magyarországi fénymásoló szalonját. Ezt követően számos üzleti vállalkozás alapításában és vezetésében vett részt. Az Open University-nél szerzett menedzsment szakos diplomát a 2000-es években, de később folytatott vezetőképzési tanulmányokat a Singularity Egyetemen is, valamint a Harvard Egyetem és az MIT közös szervezésű "2016 Boston Edition of the European Entrepreneurship Colloquium" programján is részt vett.
Édesapja Duda Ernő virológus, molekuláris biológus, édesanyja Borsodi Anna neurokémikus, testvére pedig Duda Éva koreográfus. Felesége orvos, 6 gyermek édesapja. Életének fontos része a sport, elsősorban röplapdázik és kerékpározik.

## Üzleti tevékenysége
Üzleti tevékenysége során közel két tucat cég alapításában vett részt, részben közvetlenül vagy befektetőként, utóbbit elsősorban azon két inkubátor révén, amelyeknek résztulajdonosa. Oyan kezdeményezések társalapítójaként is jegyzik, mint a Copy General, illetve az Antikvárium.hu, utóbbinak elsősorban az informatikai részéért volt felelős. Legjelentősebb üzleti sikere azonban a Solvo Biotechnológiai Zrt, illetve az annak elődjeként alapított Kft 1999-ben történt elindítása és nemzetközi szinten jegyzett vállalattá fejlesztése. A háromfős garázscégként indult, ma Szegeden és Budapesten közel 200 főt foglalkoztató, a gyógyszerkölcsönhatások területén kutatás-fejlesztési tevékenységével piacvezetőnek számító céget 2018-ban kb 7,5 milliárd forintért vásárolta fel a francia Citoxlab Group, 2019-ben azonban a Citoxlab és a hozzá tartozó cégek felvásárlásával a Charles River Laboratories nevű, bostoni székhelyű vállalat tulajdonába került. Elnök-vezérigazgatóként azonban továbbra is Duda Ernő áll a Solvo Biotechnology élén.
Egyik alapítója a 2015-ben indult Medipredictnek, amely a komplex diagnosztikai eszközök naprakész orvostudományi szaktudással való kombinációjára épülő személyre szabott egészségügyi predikció és prevenció terén nemzetközi szinten is úttörőnek számít.
1996 és 1999 között az LP Invest Kft ügyvezető igazgatója volt, amely üzleti tanácsadói és befektetői tevékenységet végzett, később pedig üzletfejlesztési igazgatóként a Creative Accelerator csapatának oszlopos tagja lett. Ezen kívül egyik alapítója és elnöke a 2016-ban indult Aquincum Inkubátor Zrt-nek, amelyen keresztül számos startup vállalkozás számára biztosít a megfelelő üzleti fejlődéshez alkalmas körülményeket, tőkét, valamint látja el őket üzleti tanácsokkal.

## Egyéb tevékenységei
A tudomány és az innováció meghatározó szereppel bírnak az életében, érdeklődésének középpontjában az élettudományok és az informatika metszetei állnak. Számos alkalommal tartott már előadást, többek között a TEDxDanubia és a TEDxSzeged keretein belül is, főleg egészségügyi és oktatási kérdésekben. A TEDx magyarországi történetében az előadók közül négyszeri szereplésével ő a legtöbbször megjelent személy.
Emellett címzetes egyetemi docensként a Szegedi Tudományegyetemen, vendégelőadóként pedig a Debreceni Egyetemen, a Pécsi Tudományegyetemen, a BME-n, a Budapesti Corvinus Egyetemen és a Semmelweis Egyetemen is tart kurzusokat, elsősorban a biotechnológia üzleti alkalmazásairól, angol és magyar nyelven egyaránt. Angol nyelvű oktatói tevékenységének egyik fontos eleme az Aquincum Institute of Technology, ahol vezetői és vállalkozói kurzusokat tart.
Az áltudományokkal szembeni küzdelemnek is aktív résztvevője, egyike volt a 2011. február 5-én az ország számos pontján homeopátiás "túladagolással" az alternatív gyógymódként árult szerek hatástalanságát demonstrálóknak, valamint a mai napig is tagja, 2013 júniusáig pedig alelnöke is volt a Szkeptikus Társaság Egyesületnek.
A 2020-ban indult koronavírus-járvány idején a gyógyszer- és oltásfejlesztések mikéntjét jól ismerő szakértőként többször is felszólalt a védőoltások jelentősége mellett és igyekezett felvilágosítást adni a vakcinák fejlesztésével kapcsolatos nemzetközi helyzetről.

## Díjak, elismerések
- 2004-ben a Solvo Biotechnológiai Zrt. elnökeként átvehette a Magyar Innovációs Szövetségtől a Magyar Innovációs Nagydíjat a vállalat által fejlesztett ABC transzporter tesztreagens termékcsalád nevű innovációért.[29]
- 2012-ben Gábor Dénes-díjjal tüntették ki "a hazai biotechnológia fejlődése érdekében kifejtett kiemelkedő szakmai- közéleti- és vezetői tevékenységéért, több piacvezető kreatív, innovatív vállalkozás létrehozása és sikeres menedzselése, a több mint 100 fős képzett, nemzetközi szakembergárdát foglalkoztató, munkahelyteremtő, és globális piacvezető, független, közép- és kelet-európai biotechnológiai vállalat megalapítása, fejlesztése, működtetése során tanúsított meghatározó irányító szerepéért, sikeres innováció szervező munkásságáért."[23]
- 2024-ben Szeged Megyei Jogú Város önkormányzata Pro Urbe díjjal tüntette ki [30]